# Steal the Show
«Steal the Show» — песня в исполнении певца Ари Леффа / Lauv, написанная им же, Майклом Матосичем и композитором Томасом Ньюманом, который также написал песню вместе с Леффом для фильма «Элементарно» (2023) от Disney / Pixar. Песня играет во время первого свидания с Эмбер и Уэйдом, а также в финальных титрах. Он был выпущен 2 июня 2023 года как сингл, за две недели до выхода мультфильма.

## История написания
2 июня 2023 года было объявлено, что Ари Лефф / Lauv исполнил оригинальную песню под названием «Steal the Show», которая звучала во время первого свидания Эмбер и Уэйда, а также во время финальных титров. В начале производства режиссёр Питер Сон, который использовал одну из песен Лаффа в качестве заставки, полюбил музыку Лаффа и сказал: «Когда мы наконец получили возможность работать с ним, я сослался на его музыку и на то, как мы её использовали. Он запечатлел красоту, которую Эмбер и Уэйд видели друг в друге, и то, что это может стать чем-то большим. Мы были так взволнованы, когда впервые услышали его песню. Это было ошеломляюще, и мы чувствуем себя в полном долгу перед тем, что он дал фильму». При написании песни Lauv сидел с Томасом Ньюманом, который дал ему пару вариантов звучания, с которыми он работал.

## Клип
2 июня 2023 года был выпущен официальный аудиоклип на песню.

## Реакция
Том Йоргенсен из Next Best Picture похвалил оригинальную песню, заявив: «Песня Ари Леффа „Steal The Show“, исполняемая во время первого свидания Уэйда и Эмбер, является выигрышным треком, который должен получить достойную популярность на радио, а также помогает придать фильму хорошее настроение».